# Іббагамува (підрозділ окружного секретаріату)
Підрозділ окружного секретаріату Іббагамува — підрозділ окружного секретаріату округу Курунегала, Північно-Західна провінція, Шрі-Ланка. Складається з 74 Грама Ніладхарі.